# كارل يونارد رينولد
كارل ليونارد راينهولد (بالألمانية: Carl Leonhard Reinhold)‏ (ولد في 26 أكتوبر عام 1757 وتوفي 10 أبريل عام 1823)، هو فيلسوفًا نمساويًا، ساهم في نشر أعمال إيمانويل كانط في أواخر القرن الثامن عشر. تركت «فلسفته الأولية»، باعتبارها نظامًا نقديًا يستند إلى مبدأ أولي أساسي، أثرًا على الحركة المثالية الألمانية، ولا سيما على الفيلسوف يوهان غوتليب فيشته.
كان كارل والد إرنست كريستيان غولتيب راينهولد (1793 – 1855)، الذي كان فيلسوفًا أيضًا.

## أعماله الفلسفية

### رسائل في الفلسفة الكانطية
صان راينهولد قيم الأخلاقيات المسيحية والكرامة الفردية باعتباره كاهنًا كاثوليكيًا سابقًا. سلم راينهولد بالعقائد المسيحية الأساسية التي تنطوي على وجود إله سام وروح بشرية خالدة، وسعى إلى إثبات تضمن فلسفة كانط لبدائل إما للوحي الديني أو للشكوكية الفلسفية والواحدية القدرية. اتسم كتاب كانط المعنون نقد العقل الخالص بكونه صعبًا ومربكًا، لذا لم يقرأه سوى شريحة بسيطة من الناس ولم يترك سوى أثر ضئيل. قرر راينهولد كتابة تعليقاته على هذا الكتاب في المجلة الأدبية ذا جيرمان ميركري، فتجاوز بداية الكتاب ومنتصفه وبدأ من نهايته. اعتقد راينهولد أنه من الأفضل قراءة الكتاب بشكل عكسي أي بدءًا من النهاية، حيث ناقش كانط قضايا الأخلاق وعلاقتها بالأفكار العقلانية المرتبطة بالإله، فضلًا عن الإرادة الحرة والحياة بعد الموت. كانت هذه القضايا هاجس راينهولد الرئيسي، فتمكن من إثارة فضول العامة عند طرحها أمامهم، بدلًا من مناقشة النظرية الأبستمولوجية المعقدة التي استحوذت على بداية الكتاب ومنتصفه تقريبًا. أسفر هذا الأمر عن اكتساب كتاب كانط أهميةً بالغةً.
كتب المؤرخ الفلسفي كارل أميريكس أن «فيشته وهيغل وشيلن وشيلر وهولدرلين ونوفاليس وفريدريش شليجل قد طوروا أفكارهم بعد قراءة راينهولد لكانط...». يحمل ادعاء راينهولد -المتمثل في احتمالية انتظار المرء مكافأةً مستقبليةً عند محاولته للتصرف بشكل خير- طابعًا فاوستيًا، إذ لا يُعتبر التصرف بشكل خير على أمل المكافأة أمرًا أخلاقيًا. يستند راينهولد إلى التاريخ بشكل كبير، الأمر الواضح في ادعاءه بأن الحكم على الفلسفات والأديان يجب أن يتم من حيث تلبيتها لاحتياجات العقل في عصر معين. يقوم التطور الفلسفي -بحسب راينهولد- على العقلانية، وليس أمام الفلسفات الجديدة سوى أن تكافح مرارًا وتكرارًا من أجل البقاء في ديالكتيك التاريخ الذي يحدث فيه التقدم دون وعي. يتجسد القانون الأخلاقي الداخلي للإنسان في الإله المتسامي. تُعتبر هذه الغيرية المتطرفة (أو الانسلاخ) جزءًا من عملية عقلانية، فضلًا عن إمكانية استعادتها للذات بشكل أعمق عن طريق شيء آخر غير الذات.

### إرساء كانط على أسس وطيدة
لم تلاقي الفلسفة الكانطية النقدية قبولًا باعتبارها الحقيقة النهائية، لكن حاول راينهولد إرساء أسس لفلسفة كانط بهدف إصلاح هذا الوضع، وذلك بحسب ما قال البروفيسور جورج دي جيوفاني من جامعة مكغيل. ميز راينهولد بين مستويين من الفلسفة، إذ ينطوي المستوى الأول والجوهري على الاهتمام بالوعي والتمثيلات التي تجري فيه، أما المستوى الثاني الأقل جوهريةً فيضم الاهتمام بإمكانية وهيكل الأشياء المعروفة أو المرغوبة.
تتجسد أكثر إدراكات كانط أهمية في إمكانية ترسيخ الميتافيزيقيا، إذ يمكن تحقيق ذلك من خلال وصف ما يحدث عندما يكون العقل واعيًا للأشياء. تمثلت نقاط ضعف كانط في الإفراط في الاهتمام بالأشياء ذاتها، لذا بقي في المستوى الثاني -الأقل جوهرية- من الفلسفة. لم يدرس كانط ما يحدث في الوعي إلا فيما ندر، وهو المستوى الأساسي للفلسفة. لم يقدم كانط وصفًا ظاهريًا للوعي، إذ كان راينهولد متيقنًا أنه كان يجدر بكانط تحديد حقيقة الوعي الجوهرية والضرورية في جعل الإدراك نفسه أمرًا ممكنًا.